# Ливански паспорт
Ливанският паспорт е ливански личен документ за пътуване в чужбина, издаден на гражданин на Ливан, който да служи за установяване на самоличността на лицето и доказателство за ливанското гражданство.
Предната страница на ливанския паспорт е написана на арабски и френски. Съдържанието на паспорта е написано на арабски, френски и английски.

## Външен вид
Ливанските паспорти са тъмносини, с емблема на ливанския кедър на предната корица. На заглавната страница на арабски, френски и английски е изписано „Ливанската република, паспорт“. Съдържанието на паспорта също е на арабски, френски и английски език. Сегашният машинночетим тъмносин паспорт има 48 страници.
Често пътуващите могат да поискат паспорти от 52 страници без допълнителни разходи. Допълнителни страници за виза могат да се добавят по пощата (ако притежателят на паспорта пребивава в Република Ливан).

### Идентификационна страница
- Тип (P - за обикновен паспорт)
- Код на държавата (LBN)
- Номер на паспорт
- Снимка на паспортист 35х45мм
- Име
- Първо име
- Бащино име
- Националност
- Дата на раждане
- Пол
- Място на раждане
- Дата на издаване
- Срок на годност
- Издаващ орган

## Валидност
Ливанските биометрични паспорти могат да се издават за 5 или 10 години.

## Вид паспорти
- Обикновен паспорт - Издава се на граждани за случайни пътувания, като ваканции и бизнес пътувания.
- Временен паспорт - Издава се при спешни случаи на тези, които имат нужда да пътуват с кратко предизвестие или спешно трябва да заменят своя изгубен или откраднат паспорт.
- Колективен паспорт - Издава се на групи туристи.
- Дипломатически паспорт - Издава се на дипломати и други високопоставени държавни служители.
- Официални паспорти - Издават се на лица, представляващи ливанското правителство при официални командировки.
- Спешен паспорт - Издава се на граждани за директно връщане в Република Ливан.
- Паспорт на чужденец - Издава се с цел пътуване на неливански жители на Република Ливан, които не могат да получат паспорт от собственото си правителство.
- Laissez-Passer - Издава се като спешен документ за пътуване с 8 страници, съдържащи ръкописна информация.
- Документ за пътуване на бежанец - Не е пълен паспорт, но се издава на нерезиденти, които са били класифицирани като бежанци или лица, търсещи убежище.